# Droogmansia sillansii
Droogmansia sillansii là một loài thực vật có hoa trong họ Đậu. Loài này được A.Chev. miêu tả khoa học đầu tiên.